# Apollonios d'Athènes
Pour les articles homonymes, voir Apollonios.
Apollonios d'Athènes est un sculpteur grec antique ayant vécu à l'époque hellénistique, au Ier siècle av. J.-C. Il n'est connu que par la signature inscrite sur l'unique œuvre qui lui soit attribué, un grand fragment de statue d'homme communément appelé le « torse du Belvédère », qu'il signe Ἀπολλώνιος // Νέστορος // Ἀθηναῖος // ἐποίει (« œuvre d'Apollonios, fils de Nestor, d'Athènes »)